# إدوارد إيرل
إدوارد إيرل هو مصور سينمائي وممثل كندي، ولد في 16 يوليو 1882 في كندا، وتوفي في 15 ديسمبر 1972 في الولايات المتحدة.

## أعمال

### أفلام
- (1934) هنا تأتي البحرية
- (1936) سان فرانسيسكو
- (1938) كنتاكي
- (1938) لا يمكنك أن تأخذها معك
- (1939) السيد سميث يذهب إلى واشنطن
- (1939) عندما يأتي الغد
- (1942) جزيرة ويك
- (1944) ويلسون
- (1946) أجمل سنوات العمر
- (1946) فتيات هارفي
- (1956) الوصايا العشر[2][3][4]

## وصلات خارجية
- إدوارد إيرل على موقع IMDb (الإنجليزية)
- إدوارد إيرل على موقع ألو سيني (الفرنسية)
- إدوارد إيرل على موقع أول موفي (الإنجليزية)
- إدوارد إيرل على موقع قاعدة بيانات برودواي على الإنترنت (الإنجليزية)
- إدوارد إيرل على موقع قاعدة بيانات الأفلام السويدية (السويدية)
- إدوارد إيرل على موقع قاعدة بيانات الفيلم (الإنجليزية)
- إدوارد إيرل على موقع كينوبويسك (الروسية)